# Патрульна служба поліції особливого призначення України

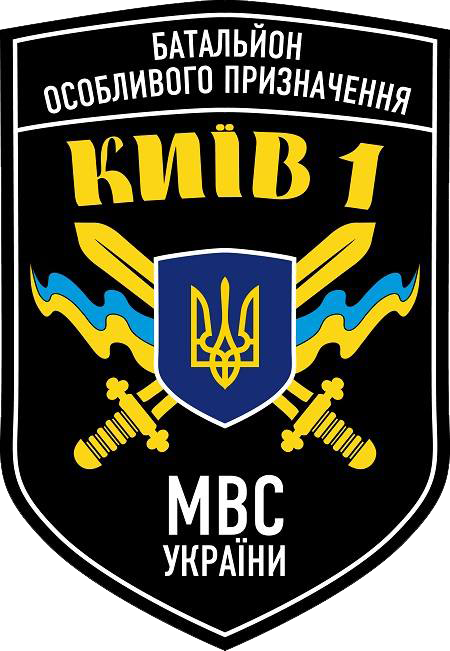
Емблема БПСПОП «Київ-1»

Патрульна служба поліції особливого призначення (абр.: ПСПОП, до 2015 року — міліції, ПСМОП) — підрозділи Національної поліції України, створені після початку російсько-української війни в 2014 році.
У квітні 2014 року Міністерством внутрішніх справ України був створений корпус добровольчих спецпідрозділів міліції для протидії російському вторгненню. За весну 2014 року було створено 56 батальйонів та рот особливого призначення. Як зазначив тодішній міністр внутрішніх справ ці підрозділи необхідні на перехідний період в країні для виконання поліцейських функцій, характерних для зони військового конфлікту. Після реформ 2015 року ця кількість скоротилася до 22 підрозділів патрульної служби поліції особливого призначення: 3 полки, 9 батальйонів, 10 рот.

## Історія

### Передумови
У лютому 2014 року Росія почала агресію проти України, окупувавши Крим.
У березні 2014 року почалися проросійські виступи в багатьох регіонах України, а 12 квітня росіяни почали війну на Донбасі із захоплення Слов'янська.
Навесні 2014 року внаслідок розвалу системи управління державою і тяжкої економічної й політичної кризи операція російських спецслужб із організації збройних терористичних акцій в Україні поставила під загрозу здатність держави забезпечити правопорядок. Більшість працівників міліції не виявляла готовності виконувати накази, пов'язані з якимось особистим ризиком для життя. Ті, хто намагався записатися на службу в міліцію, не могли скоро пройти складну бюрократичну процедуру працевлаштування.

### Створення добровольчого корпусу спецпідрозділів МВС
У квітні 2014 року голова МВС України Арсен Аваков вирішив створити добровольчий корпус спецпідрозділів з охорони громадського порядку — батальйонів та рот патрульної служби міліції особливого призначення (ПСМОП) — для захисту від злочинних посягань та охорони громадського порядку. Спочатку планувалося створити близько 20 регіональних спецпідрозділів підпорядкованих ГУМВС та УМВС України в областях. 
Створення перших добровольчих підрозділів МВС із цивільних осіб з числа добровольців було ініційоване Дніпропетровською та Луганською облдержадміністраціями. Головне управління МВС України в Дніпропетровській області 14 квітня оголосило про набір добровольців на посади рядового і молодшого начальницького складу до батальйону та роти патрульної служби міліції особливого призначення «Дніпро-1» та «Дніпро-2». ГУМВС України в Луганській області створило спецпідрозділ «Тимур».
За станом на 16 червня згідно з інформацією Арсена Авакова в областях України сформовано 30 регіональних спецпідрозділів ПСМОП плановою чисельністю 5 660 чоловік, з яких близько 3 000 чоловік вже проходили службу. Всього ж за весну—літо 2014 року було створено 56 батальйонів та рот.
20 червня 2014 року Арсен Аваков дав пресконференцію, вона була частково поставлена під сумнів у виданні Maidanpress.[уточнити]
29 червня 2014 року у складі МВС було створено «Департамент з управління та забезпечення підрозділів міліції особливого призначення» на чолі з підполковником Віктором Чалаваном, радником Міністра внутрішніх справ, який брав участь у формуванні нових спецпідрозділів МВС. Голова МВС Аваков підкреслив:

| 30 новостворених спецбатальйонів МВС отримають крім територіальної прив’язки єдиний центр управління професійної підготовки та забезпечення на центральному рівні. Проводив нараду з командирами батальйонів – виробили низку управлінських рішень, зокрема і це, як ключове для підвищення якості взаємодії і прямого, без бюрократичної тяганини вирішення всіх питань, що виникають у цій новій для МВС справі. |
| — Арсен Аваков, 29 червня 2014. |

В Закарпатській, Чернівецькій, Рівненській, Черкаській та Житомирській областях замість підрозділів МВС з охорони громадського порядку були сформовані територіально-громадські батальйони самооборони, підпорядковані обласним державним адміністраціям, і батальйони територіальної оборони (БТрО) підпорядковані Міністерству оборони України.

### Участь у боях на Донбасі
2 липня 2014 року Арсен Аваков назвав 20 добровольчих спецпідрозділів МВС, які брали участь в АТО.
16 липня 2014 року Антон Геращенко, радник міністра внутрішніх справ України Арсена Авакова, підтвердив, що в МВС створили 30 батальйонів, з яких вже більше десятка знаходиться в зоні АТО. У тому числі «Азов», «Київ-1», «Миротворець», «Артемівськ», «Луганськ-1». За словами Геращенко, усі новостворені спецпідрозділи МВС мають свою спеціалізацію — від охоронних функцій до штурмових, згідно з якою МВС і планує їхнє використання в зоні АТО на Донбасі.
30 вересня 2014 року в інтерв'ю журналу «Фокус» Голова МВС Аваков зазначив, що у складі МВС на добровольчій основі було сформовано 34 спецбатальйони міліції.
За два роки добровольчі батальйони МВС провели близько 600 операцій з зачистки території, ліквідації диверсійних груп у зоні проведення антитерористичної операції на Донбасі, повідомив президент України Петро Порошенко.

### Реформа та підпорядкування Національній поліції
7 листопада 2015 року, після набуття чинності Закону України «Про Національну поліцію», 30 спецбатальйонів перейшли в підпорядкування Національної поліції, решта була розформована, або увійшла до складу Нацгвардії.
17 січня 2016 року, після нагородження бійців підрозділу поліції особливого призначення «Дніпро-1» за їх участь в обороні Маріуполя, заступник глави Національної поліції Олександр Фацевич повідомив, що колишні добровольчі підрозділи в системі МВС, а нині — підрозділи поліції особливого призначення повинні стати «кістяком» при формуванні нового поліцейського спецпідрозділу «КОРД».
Проте ті працівники, які не потраплять до спецпідрозділу, на вулиці все ж не залишаться. Зараз підрозділи поліції особливого призначення забезпечують правопорядок у зоні проведення АТО.
Заступник глави Національної поліції зазначив, що у Дніпропетровську спільно з нарядами патрульної поліції цілодобово працюватимуть три бронегрупи. До кожної з них увійдуть по три бійця спецпідрозділу «Дніпро-1». Бронегрупи залучатимуть у разі необхідності проведення поліцейської спецоперації, зокрема — затримання озброєних злочинців. Олександр Фацевич підкреслив, що подібний досвід впроваджуватимуть і в інших містах, де функціонують батальйони поліції особливого призначення.
Станом на 14 лютого 2016 року, за інформацією Арсена Авакова, із 38 добробатів, які свого часу входили в систему МВС, залишилося 22. На службі в них перебувають 4207 працівників. Частина розформована, частина влилася в інші підрозділи. Бійцям батальйонів, які припинили існування, пропонується вибір — НГУ, КОРД чи інші підрозділи поліції. Але будь-який варіант припускає участь у жорсткому відборі.
З моменту створення спецбатальйони не беруть участі в активних бойових діях. Вони виконують тільки поліцейські функції в зоні АТО та прифронтових областях, а саме: чергування на блокпостах, патрулювання, підтримку порядку в буферних зонах, перевірку паспортного режиму, зачищення, внутрішні операції. Батальйонів залишається рівно стільки, скільки необхідно для здійснення нормальної ротації.
14 квітня 2016 міністр внутрішніх справ України Арсен Аваков під час участі у ІХ Київському Безпековому Форумі заявив наступне:
За словами Арсена Авакова, за два роки добровольчі батальйони МВС та Нацгвардії — стали одними із найбільш дисциплінованих та боєздатних військових підрозділів.
«Поки іде війна і поки іде перехідна функція — ці спеціальні підрозділи у силах МВС будуть існувати», — додав очільник міністерства.
Арсен Аваков підкреслив, що частина добровольців «є запасом» для інших цивільних органів і нової поліції.

### Реорганізація підрозділів в 2023-2024 роках
Згідно інформації з офіційних сайтів Головних управлінь Національної поліції в областях, Автономній Республіці Крим, м. Севастополі та м. Києві,  впродовж 2023-2024 років всі спецпідрозділи патрульної служби поліції особливого призначення були розформовані, реорганізовані, або переведені на службу в Департамент поліції особливого призначення ОШБ НПУ Лють.
Для посилення обороноздатності країни в структурі Головних управлінь Національної поліції в областях були створені стрілецькі батальйони поліції особливого призначення, які замінили собою підрозділи ПСПОП. Ці підрозділи покликані виконувати широкий спектр завдань, зокрема: безпосередню участь в обороні України, виконання завдань територіальної оборони, забезпечення та здійснення заходів правового режиму під час надзвичайного або воєнного стану. Батальйони тісно співпрацюють з іншими складовими сектору безпеки і оборони України.

## Структура
Полки:
- Київ
- Миротворець
- Дніпро-1

Батальйони:
- Вінниця
- Скіф
- Івано-Франківськ
- Святослав
- Луганськ-1
- Львів
- Шторм
- Полтава
- Харків

Роти:
- Світязь
- Січеслав
- Кривбас
- Миколаїв
- Суми
- Тернопіль
- Східний корпус
- Херсон
- Богдан
- Чернігів

## Втрати
Голова МВС Арсен Аваков повідомив 19 вересня 2014 року, що з початку АТО на Донбасі загинуло більше 70 спецпризначенців добровольчих батальйонів МВС, 300 було поранено, 38 — зникли безвісти.
25 січня 2016 року у Міністерстві внутрішніх справ України з нагоди Дня Соборності України відбулася церемонія нагородження працівників поліції. Міністр МВС повідомив, що 301 співробітник підрозділів МВС України загинули та 1400 зазнали поранень.під час виконання завдань із захисту України.[опосередковано]
Після початку повномасштабного вторгнення в Україну станом на 20 червня 2023 року вдалося встановити імена щонайменш 127 загиблих українських поліціянтів.[опосередковано]

## Оцінки
Колишні активісти Євромайдану, які після Революції гідності прийшли до МВС, такі, як наприклад, Юрій Береза, зазначали:

| Добровольчі батальйони, котрі були створені в структурі МВС, – це, мабуть, одна із найбільш показових реформ, котра привела у лави поліції справжніх патріотів. Такого ми не мали за всі роки державної незалежності. Сьогодні добровольчі батальйони у складі Міністерства внутрішніх справ користуються великою повагою серед людей. І якщо під час Майдану найбільше боялися міліцію, то саме добровольці почали повертати до неї довіру. |
| — Юрій Береза, 23 вересня 2014. |